# بيل جارنر
بيل جارنر (بالإنجليزية: Bill Garner)‏ (14 ديسمبر 1947 في المملكة المتحدة - ) هو لاعب كرة قدم بريطاني في مركز الهجوم. لعب مع تشيلسي وكامبريدج يونايتد ونادي برينتفورد ونادي ساوثيند يونايتد ونوتس كاونتي وBedford Town F.C. ‏ ونادي تشيلمسفورد وDunstable Town F.C. ‏ وLoughborough United F.C. ‏.

## وصلات خارجية
- بيل جارنر على موقع قاعدة بيانات كرة القدم.إي يو (الإنجليزية)